# Gheorghe Dogărescu

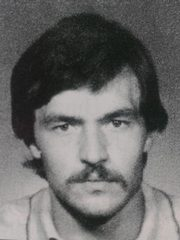
Gheorghe Dogărescu

Gheorghe Dogărescu (* 15. Mai 1960 in Viziru; † 18. August 2020) war ein rumänischer Handballspieler.
Er begann in Galați mit dem Handballspielen und gehörte ab 1979 der Mannschaft von Dinamo Bukarest an. Mit dem Club gewann er 1982 den rumänischen Pokal und erreichte im folgenden Jahr die Finalspiele des Europapokals der Pokalsieger 1982/83, die der SKA Minsk für sich entscheiden konnte. 1986 wurde Dinamo rumänischer Meister. 1990/91 spielte Dogărescu für Benfica Lissabon.
Für die rumänische Nationalmannschaft bestritt Dogărescu 93 Länderspiele, in denen er 116 Tore erzielte. 1984 nahm Dogărescu an den Olympischen Spielen 1984 teil. In Los Angeles gewannen die Rumänen die ersten vier Spiele und unterlagen erst im letzten Gruppenspiel dem späteren Olympiasieger Jugoslawien knapp mit 17:18. Im Spiel um Platz drei, bei dem Dogărescu allerdings nicht eingesetzt wurde, gewann er mit der rumänischen Nationalmannschaft dann nach einem Sieg gegen Dänemark die Bronzemedaille.